# Satellite Award/Fernsehen/Bester Darsteller in einer Miniserie oder einem Fernsehfilm
Mit dem Satellite Award Bester Darsteller in einer Miniserie oder einem Fernsehfilm werden die Schauspieler geehrt, die als Hauptdarsteller herausragende Leistungen gezeigt haben.
| Statistik (bis einschließlich Satellite Awards 2022)      | |
| Am häufigsten honorierter Hauptdarsteller (je zwei Siege) | William H. Macy für A Slight Case of Murder und Von Tür zu Tür James Woods für Dirty Pictures und Rudy: The Rudy Giuliani Story |
| Am häufigsten nominierter Hauptdarsteller                 | Benedict Cumberbatch (sechs Nominierungen, davon ein Sieg)                                                                      |
| Am häufigsten nominierter Hauptdarsteller ohne Sieg       | Kenneth Branagh, Ted Danson, Idris Elba und William Hurt (je drei Nominierungen)                                                |

Es werden immer jeweils die Darsteller des Vorjahres ausgezeichnet.

## Nominierungen und Gewinner

### 1996–1999
| Jahr | Preisträger     | für die Serie           | Nominierungen |
| 1996 | Alan Rickman    | Rasputin                | Beau Bridges für Zwischen den Welten Ted Danson für Gullivers Reisen Eric Roberts für Kaltblütig James Woods für The Summer of Ben Tyler                                        |
| 1997 | Gary Sinise     | Wallace                 | Armand Assante für Die Abenteuer des Odysseus Gabriel Byrne für Im Sog der Gier Sidney Poitier für Mandela und De Klerk – Zeitenwende Ving Rhames für Don King: Only in America |
| 1998 | Delroy Lindo    | Ruhm und Ehre           | Cary Elwes für The Pentagon Wars Laurence Fishburne für Mit dem Rücken an der Wand Kevin Pollak für From the Earth to the Moon Patrick Stewart für Moby Dick                    |
| 1999 | William H. Macy | A Slight Case of Murder | Beau Bridges für P.T. Barnum Don Cheadle für A Lesson Before Dying Delroy Lindo für Strange Justice Brent Spiner für Rising Star                                                |

### 2000–2009
| Jahr | Preisträger          | für die Serie                              | Nominierungen |
| 2000 | James Woods          | Dirty Pictures                             | Andy García für Die Jazz Connection Louis Gossett Jr. für The Color of Love: Jacey's Story Bob Hoskins für Noriega – Gottes Liebling oder Monster? Matthew Modine für Flowers for Algernon                      |
| 2001 | Richard Dreyfuss     | The Day Reagan Was Shot                    | William Hurt für Varian’s War – Ein vergessener Held Ben Kingsley für Anne Frank Damian Lewis für Band of Brothers – Wir waren wie Brüder Jeffrey Wright für Boycott                                            |
| 2002 | William H. Macy      | Von Tür zu Tür                             | Ted Danson für Talking to Heaven Albert Finney für Churchill – The Gathering Storm Harry J. Lennix für Keep the Faith, Baby Patrick Stewart für King of Texas                                                   |
| 2003 | James Woods          | Rudy: The Rudy Giuliani Story              | Robert Carlyle für Hitler – Aufstieg des Bösen Troy Garity für Soldier's Girl Lee Pace für Soldier's Girl Al Pacino für Engel in Amerika Tom Wilkinson für Normal                                               |
| 2004 | Jamie Foxx           | Redemption: The Stan Tookie Williams Story | Keith Carradine für Deadwood Mos Def für Ein Werk Gottes Alan Rickman für Ein Werk Gottes Geoffrey Rush für The Life and Death of Peter Sellers                                                                 |
| 2005 | Jonathan Rhys Meyers | Elvis                                      | Kenneth Branagh für Warm Springs Christian Campbell für Reefer Madness: The Musical Ted Danson für Our Fathers Rupert Everett für Sherlock Holmes – Der Seidenstrumpfmörder Ed Harris für Empire Falls          |
| 2006 | Bill Nighy           | Gideon’s Daughter                          | Andre Braugher für Thief Charles Dance für Bleak House Hugh Dancy für Elizabeth I Ben Kingsley für Mrs. Harris – Mord in besten Kreisen                                                                         |
| 2007 | David Oyelowo        | Five Days                                  | Jim Broadbent für Die Moormörderin von Manchester Robert Lindsay für The Trial of Tony Blair Aidan Quinn für Bury My Heart At Wounded Knee Tom Selleck für Jesse Stone: Alte Wunden Toby Stephens für Jane Eyre |
| 2008 | Paul Giamatti        | John Adams – Freiheit für Amerika          | Benedict Cumberbatch für The Last Enemy Ralph Fiennes für Bernard and Doris Stellan Skarsgård für God on Trial Kevin Spacey für Recount Tom Wilkinson für Recount                                               |
| 2009 | Brendan Gleeson      | Into the Storm                             | Kevin Bacon für Taking Chance Kenneth Branagh für Wallander William Hurt für Endgame Jeremy Irons für Georgia O’Keeffe Ian McKellen für Nummer 6                                                                |

### 2010–2019
| Jahr | Preisträger          | für die Serie                                             | Nominierungen |
| 2010 | Al Pacino            | You Don’t Know Jack                                       | Benedict Cumberbatch für Sherlock Idris Elba für Luther Ian McShane für Die Säulen der Erde Barry Pepper für When Love Is Not Enough: The Lois Wilson Story Dennis Quaid für The Special Relationship David Suchet für Agatha Christie’s Poirot                                                              |
| 2011 | Jason Isaacs         | Case Histories                                            | Hugh Bonneville für Downton Abbey Idris Elba für Luther Laurence Fishburne für Thurgood William Hurt für Too Big to Fail – Die große Krise Bill Nighy für Die Verschwörung – Verrat auf höchster Ebene |
| 2012 | Benedict Cumberbatch | Sherlock                                                  | Kenneth Branagh für Wallander Kevin Costner für Hatfields & McCoys Idris Elba für Luther Woody Harrelson für Game Change – Der Sarah-Palin-Effekt Clive Owen für Hemingway & Gellhorn |
| 2013 | Michael Douglas      | Liberace – Zu viel des Guten ist wundervoll               | Benedict Cumberbatch für Parade’s End – Der letzte Gentleman Matt Damon für Liberace – Zu viel des Guten ist wundervoll Chiwetel Ejiofor für Dancing on the Edge Matthew Goode für Dancing on the Edge Peter Mullan für Top of the Lake Al Pacino für Der Fall Phil Spector Dominic West für Burton & Taylor |
| 2014 | Mark Ruffalo         | The Normal Heart                                          | Dominic Cooper für Fleming: The Man Who Would Be Bond Richard Jenkins für Olive Kitteridge Stephen Rea für The Honourable Woman David Suchet für Agatha Christie’s Poirot Kiefer Sutherland für 24: Live Another Day                                                                                         |
| 2015 | Mark Rylance         | Wölfe                                                     | Martin Clunes für Arthur & George Michael Gambon für The Casual Vacancy Oscar Isaac für Show Me a Hero Damian Lewis für Wölfe Ben Mendelsohn für Bloodline David Oyelowo für Nightingale |
| 2016 | Bryan Cranston       | Der lange Weg                                             | Cuba Gooding junior für American Crime Story Tom Hiddleston für The Night Manager Anthony Hopkins für The Dresser Wendell Pierce für Auf Treu und Glauben Courtney B. Vance für American Crime Story |
| 2017 | Robert De Niro       | The Wizard of Lies – Das Lügengenie                       | Benedict Cumberbatch für Sherlock Jude Law für The Young Pope Ewan McGregor für Fargo Tim Pigott-Smith für King Charles III |
| 2018 | Darren Criss         | The Assassination of Gianni Versace: American Crime Story | Daniel Brühl für The Alienist – Die Einkreisung Benedict Cumberbatch für Patrick Melrose Jeff Daniels für The Looming Tower Hugh Grant für A Very English Scandal Jared Harris für The Terror |
| 2019 | Jared Harris         | Chernobyl                                                 | Russell Crowe für The Loudest Voice Jharrel Jerome für When They See Us Aaron Paul für El Camino: Ein „Breaking Bad“-Film Chris Pine für I Am the Night Sam Rockwell für Fosse/Verdon |

### Seit 2020
| Jahr | Preisträger   | für die Serie                              | Nominierungen |
| 2020 | Ethan Hawke   | The Good Lord Bird                         | John Boyega für Small Axe Bryan Cranston für Your Honor Hugh Grant für The Undoing Hugh Jackman für Bad Education Chris Rock für Fargo Mark Ruffalo für I Know This Much Is True |
| 2021 | Ewan McGregor | Halston                                    | Colin Farrell für The North Water Stephen Graham für Help Michael Keaton für Dopesick Clive Owen für American Crime Story Andrew Scott für Oslo                                  |
| 2022 | Evan Peters   | Monster: Die Geschichte von Jeffrey Dahmer | Jon Bernthal für We Own This City Jeff Bridges für The Old Man Andrew Garfield für Mord im Auftrag Gottes Jared Leto für WeCrashed Sean Penn für Gaslit                          |
| 2023 | Guy Pearce    | A Spy Among Friends                        | Matt Bomer für Fellow Travelers Jon Hamm für Fargo Damian Lewis für A Spy Among Friends Bill Pullman für Die Murdaugh-Morde: Skandal in den Südstaaten Steven Yeun für Beef      |
| 2024 | Colin Farrell | The Penguin                                | Richard Gadd für Rentierbaby Tom Hollander für Feud: Capote vs. The Swans Andrew Scott für Ripley Callum Turner für Masters of the Air Hoa Xuande für The Sympathizer            |